# ウィークス・アイランド
ウィークス・アイランド (Weeks Island) とは、アメリカ合衆国ルイジアナ州中央南部イベリア郡に位置する岩塩ドームの名称。直径約3km。南ルイジアナの最高地点 (52.1m) でもあり、「悪魔の脊椎」と呼ばれる。

ルイジアナ州（赤）の位置

Weeks Islandはイベリア郡（赤）の大陸側、Weeks湾に向かって開いた口の部分に位置する。

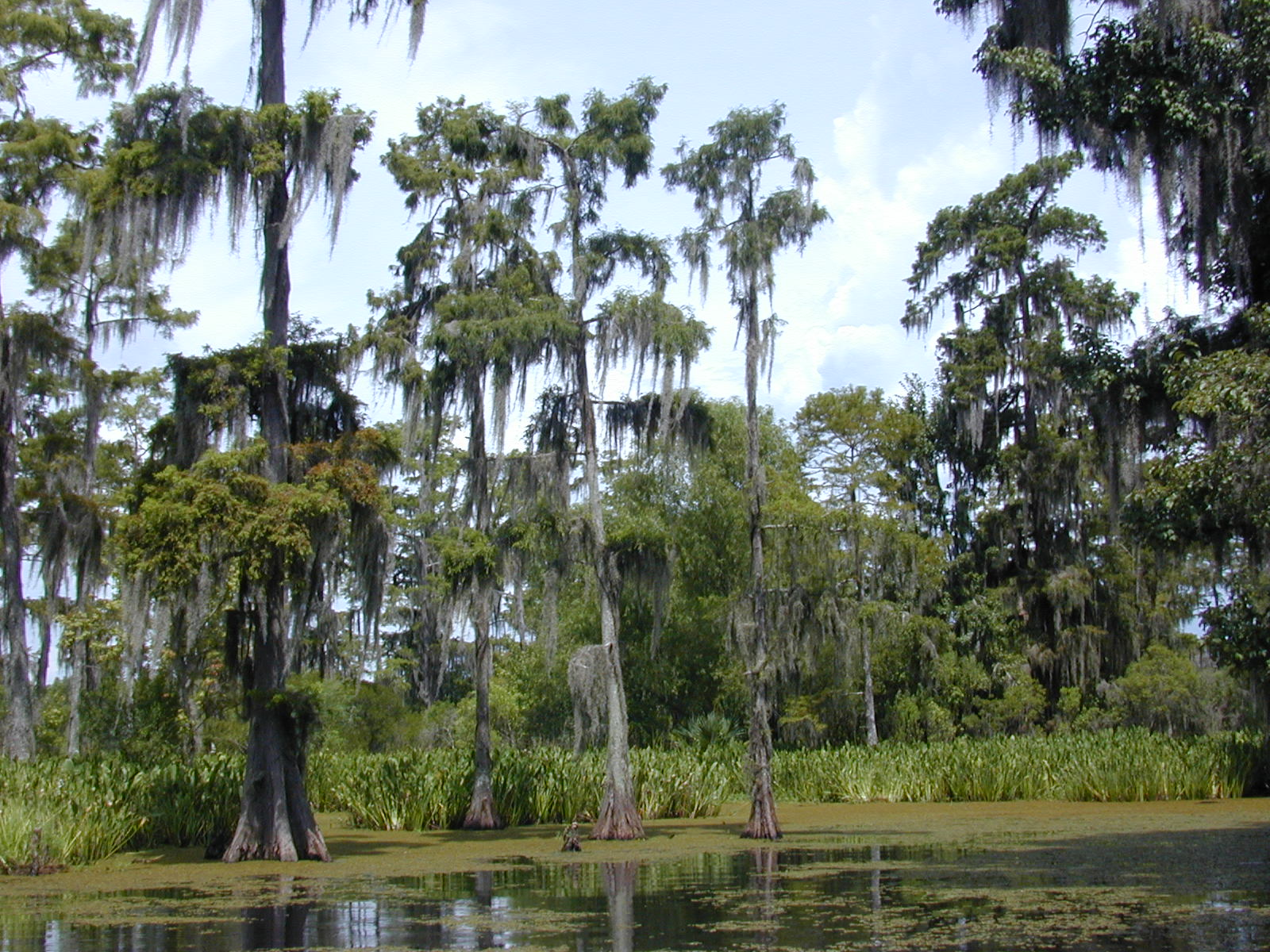
ヌマスギ Taxodium mucronatum が生い茂るルイジアナ南部の低湿地。ウィークス・アイランド周囲の環境と似ている。

南西端がメキシコ湾の入り江であるウィークス湾に接し、中心部はウィークス湾から西に1.6kmほど内陸に当たる。中心の位置は、北緯29度48分39秒 西経91度48分16秒 / 北緯29.81083度 西経91.80444度。ファイブアイランズの一つ。
ルイジアナ州はほぼ全域がメキシコ湾に沿った湾岸平野であり、地質によって三分できる。中央南部はミシシッピ川による数千万年の堆積によって形成されたデルタ、堆積層からなる。そのため、海岸から50km内陸に入っても標高は数mに過ぎず、メキシコ湾に発生するハリケーンによって浸水被害を受けやすい。沿岸部には低湿地帯が形成されており、水はけが悪く、自然の状態では湿原、もしくはヌマスギが生い茂る湿地が広がっていた。標高50mに過ぎないウィークス・アイランドが「アイランド」と呼ばれるのは、このような周囲の環境から比較するとよく目立つためである。

## ウィークス・アイランド形成の経緯
ウィークス・アイランドがどのような諸力によって形成されたのか、19世紀当時は謎であった。なぜなら、北西から南東に向かってジェファーソンアイランド（Jefferson Island、別名Anse la Butte）、エイブリー島、ウィークス・アイランド、コートブランシェ・アイランド (Cote Blanche Island)、ベル・アイル (Belle Isle) という5つの良く似たアイランド（ファイブアイランズ）が70kmに渡って直線上に並んでいたからだ。標高0mの広大な低湿地になぜこのような構造が形成されたのか。

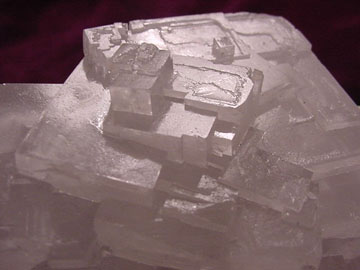
岩塩 海塩とは異なり、立方晶系の結晶がよく発達している。合衆国は世界最大の岩塩採掘国である。

現在では、ウィークス・アイランドを含む岩塩ドームは、ルイジアナ州からテキサス州にかけて海岸線付近に広がる第四紀に形成された堆積層、その堆積層の直下にあるジュラ紀に由来する岩塩の一部が浮力によって上昇し、形成されたと結論付けられている。岩塩自体は1億年以上前に形成されたことが花粉の調査によって明らかになっている。ファイブアイランズを含む一群の岩塩ドームは、湾岸岩塩ドーム群と呼ばれている。岩塩ドーム群は海岸線をはさんで内陸部に100km、メキシコ湾側に100kmの範囲にわたって広がり、総数は300を超える。これらの岩塩は、99%以上が塩化ナトリウムからなり、浅海域における蒸発残留によって形成された。岩塩層の規模は平均厚300m、南北900km、総面積55万平方kmに及ぶと考えられている。これは日本全土の面積の1.4倍に達する規模だ。岩塩層の底部は大陸棚直下で2万mに達する。

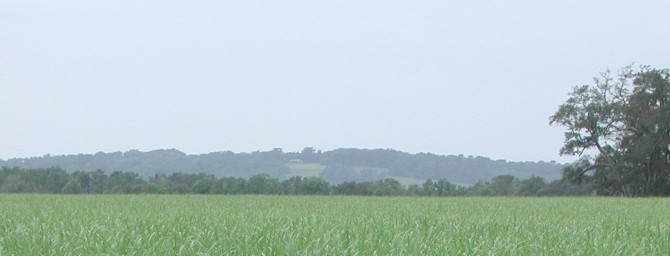
エイブリー島の全景 岩塩ドームというよりも老年期の山岳に見える。岩塩を含むタバスコを開発した米マキルヘニー社の創業地であり、1868年に操業を開始、現在も製造が続いている。

ファイブアイランズの謎が解け始めたのは、1862年、ウィークス・アイランドの13km北西に隣接するエイブリー島の地下に岩塩が偶然発見されたことがきっかけだ。1901年、ウィークス・アイランドの北西60kmにあるアイランドと似た地形、ジェニングス丘陵から南ルイジアナ初の原油が発見されたことにより、岩塩ドームに関する研究が急速に立ち上がった。

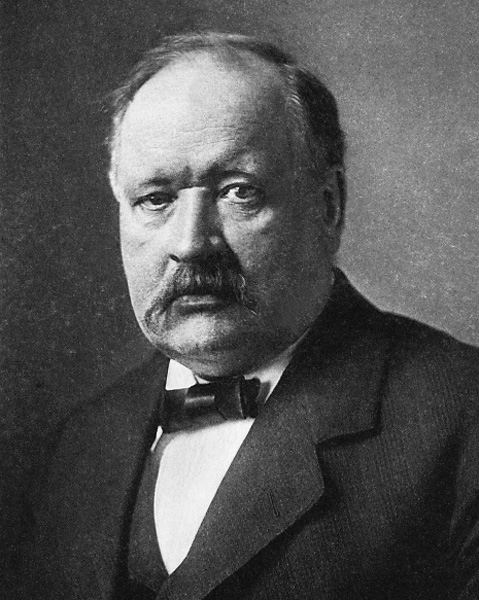
Svante August Arrhenius アレニウスは純水、純粋な食塩いずれもが導電性を持たないことを指摘するなど、食塩について広範な研究を行っている。これが「電解質溶液理論の研究」によって受賞したノーベル化学賞（1903年）に結びついた。

岩塩ドームが形成された原理を密度差と浮力によって説明したのはスウェーデンの化学者アレニウスである。1912年のことであった。その後、ドイツでは岩塩の造構運動を、Salztektonikという術語で表現するようになる。ドイツのF. Trusheimは、1957年の論文でHalokinese（岩塩構造地質学）という用語を提唱した。1968年のBraunstainとO'Brienの論文によって岩塩ドームの形成はダイアピリズムの一種としてより広く捉えられ、その後、岩塩テクトニクスとしてより広範囲な研究テーマとなった。北部ドイツの岩塩層では、岩塩層の上部境界が周期的に膨らんで岩塩枕を形成し、これが浮き上がって傘の小さなキノコのように浮き上がって岩塩プラグを形成し、最終的には岩塩プラグ同士が融合して岩塩壁を形作る発達様式が解明された。条件が適していればイランに見られるような岩塩火山が形成されることもある。ルイジアナの岩塩ドームは個々に独立しており、岩塩プラグの段階に留まっていると考えられる。
岩塩テクトニクスの基本的な前提は、岩塩が非圧縮性であること、さらに温度の上昇によって粘性が急速に低下することである。岩塩の密度は2.0g/cm3から2.2g/cm3、一方ウィークス・アイランド周辺の泥を中心とした堆積物の密度は1.6g/cm3である。この状態では岩塩の密度の方が高く、当然岩塩に浮力は働かない。ところが、堆積物の密度は地表からの深さによって増大し、約1000mで2.2g/cm3に達し、8000mでは2.5g/cm3を超える。一方、岩塩は圧縮をほとんど受けないため、密度が変化しない。地表から深くもぐるほど地温が上昇し、100度において岩塩が流動性を持つに至る。

## ウィークス・アイランドの構造
ウィークス・アイランドの構造はボーリング、弾性波探査（人工地震）などによってほぼ解明されている。岩塩は円柱状をなし、頂上はほぼ水平であってウィークス・アイランドの地下27mに達している。つまり、周囲の地表よりも岩塩の頂上の方が高い。頂上部の直径は約2.7km、地下3000mでは3kmである。地下5000mまでは連続した円柱構造が保たれている。岩塩の本来の堆積層は地下1万6000mよりも深いが、堆積層から岩塩ドームまでが連続しているのかどうかは分かっていない。
ウィークス・アイランドの岩塩はドイツの岩塩と比較しても質に劣らず、重要な工業原料となるため、採鉱の対象となった。総延長1000mの坑道が碁盤の目のように規則的に形成された。2007年時点においても、米国最大の食塩製造業者である米Morton salt社によって岩塩の採掘が継続している。ただし、操業レベルは低下している。一方、コートブランシェアイランドの岩塩生産能力は2007年においても、9トン/分に達する。
坑道によって新たに明らかになった事実もある。一般に岩塩には縞模様のように見える層理構造が存在する。これは蒸発時の条件の違いによって形成されたものだ。坑道の表面を観察すると一部の層理構造がほとんど直角にまで褶曲していた。層理構造をさらに調査すると、岩塩ドームの中心部はほぼ水平であり、褶曲の度合いが等しい面が同心円状に外に向かっていった。これは岩塩ドームが何らかの力によって下方から押し出されてきたことを意味する。直接的な証拠もある。採鉱を続けるうちに坑道自体も変形していったからだ。変形速度は最大0.8mm/年である。
岩塩ドームと周囲の地層の関係は、原油採掘と密接に関係するため詳細な調査が行われた。例えば地下3000mから3500mにおいて、円柱状の岩塩体が原油を含む砂岩層を突き破っている。砂岩層の本来の深度は約4000mであるから、厚手のゴムシートを下方から突き破る杭のように砂岩層が持ち上げられたことになる。岩塩は水や原油を透過しないため、岩塩ドームに沿って周囲にドーナツ状に原油が集積する。
ウィークス・アイランドにおいても米Shell Oil社が1945年に原油を含んだ地層を発見、2007年時点では米Meridian Resource社による開発が続いている。